# Ocke
Ocke är småort i Mörsils distrikt (Mörsils socken) i Åre kommun i Jämtland.
År 1888 grundade den skotske timmerentreprenören och skogsägaren Lewis Miller Ocke ångsåg vid Ockesjön. En hel kåkstad byggdes upp på några år och sågen hade upp till 300 anställda. Sågen brann ned 1908, men byggdes upp igen. Den drevs till slutet av 1950-talet. John Ocklind (1889–1980) ombildade företaget till AB Ocke Ångsåg 1926.
På 1970-talet grundades Ocke Trä AB, senare ägt av Camforegruppen. Ocke Trä uppförde 1976 ett nytt sågverk i Ocke, vilket sysselsatte ett femtontalet personer. Den förstördes i en eldsvåda 1982, men återuppbyggdes 1983. År 2004 köptes företaget av Norrskog Wood Products. Sågverket lades ned 2008.
En samlingspunkt i Ocke är Ocke Bygdegård.